# Canon FP
Le Canon FP est un appareil photographique reflex mono-objectif 35 mm fabriqué par Canon au Japon et lancé en octobre 1964, utilisant la nouvelle monture Canon FL.
Le FP et le FX étaient presque identiques, mais le FP moins coûteux ne possédait pas de posemètre intégré. À l'époque, beaucoup de photographes préféraient utiliser un posemètre portatif, et d'autres préféraient le prix plus faible. Cependant, le FP n'eut pas un grand succès, le rendant plus rare et plus recherché par les collectionneurs. Canon vendait un posemètre externe ayant les mêmes spécifications que le posemètre intégré du FX. L'obturateur est un obturateur plan focal à défilement horizontal supportant des vitesses comprises entre 1/1000 et 1 seconde en incréments d'un stop, sélectionnées par une molette située sur le dessus de l'appareil, côté droit du photographe. La vitesse X-sync du flash est de 1/55 seconde ; le raccordement du flash utilise un connecteur PC (en) situé sur la face avant du boîtier.
Le viseur utilise un pentaprisme en verre qui donne une couverture verticale de 90 % et une couverture horizontale de 93 %, avec un grossissement de 0.9× (avec un objectif standard 50 mm).
Le FP était disponible avec des parties métalliques argentées ou noires.